# Chick Chick Boom
Chick Chick Boom est un jeu vidéo d'artillerie basé sur Flash, développé à l'occasion de Pâques 2007 par Extra Toxic et édité par tons of bits et par Nintendo of Europe, sorti le 3 avril 2007. Les deux sociétés avaient déjà collaboré sur un autre projet similaire, intitulé UPIXO in Action: Mission in Snowdriftland.
Le jeu a été disponible sur Internet uniquement durant le mois d'avril 2007, Extra Toxic l'ayant interrompu à partir du 30 avril. Cependant, une nouvelle version du jeu a vu le jour sur le service de téléchargement WiiWare de la Wii à la fin de l'année 2010.

## Système de jeu
Le joueur doit commander une équipe de poussins jaunes et doit utiliser des armes et des objets défensifs pour vaincre l’équipe adverse de poussins noirs, menée par un lapin de Pâques noir, surnommé Poster Bunny. Pour activer une arme ou un élément de défense, le joueur doit tracer une image avec une certaine précision pour qu’elle puisse s’enregistrer et s’activer.
Les poussins rebondiront dans leur champ sans but jusqu’à ce qu’on leur donne des ordres de manœuvrer ou d’envoyer des attaques. Le joueur sélectionne une commande et il est ensuite invité à tracer un contour simple afin d’activer la commande. Par la suite, la commande ne peut être réutilisée tant que l’icône la représentant ne se recharge. Certaines commandes se rechargent plus vite que d’autres.
Chaque dessin reçoit une cote de précision, et le dessin doit avoir une cote d’au moins 70 % pour être enregistré. Plus le pourcentage de précision est élevé, plus la commande est efficace. Après avoir terminé les dix niveaux d’introduction, le Mode Pro est activé, qui est essentiellement un mode « jeu sans fin » où les poussins du Poster Bunny seront immédiatement réanimés.
Un fond d’écran est récompensé pour l’achèvement de chaque niveau d’introduction. Ils apparaissent dans le centre de téléchargement, dans le menu principal, et peuvent être consultés à tout moment par la suite. Les fonds d’écran incluent Mario Slam Basketball, Pokémon Ranger, Phoenix Wright: Ace Attorney − Justice for All, WarioWare: Smooth Moves, Hotel Dusk: Room 215, Wii Sports, Harvest Moon DS, Diddy Kong Racing DS, Kororinpa, et le Menu Wii.

## WiiWare
Chick Chick Boom a effectué une transition vers le service de téléchargement WiiWare, incluant de nouvelles fonctionnalités au jeu et des graphismes en 3D. Le jeu est sorti le 29 octobre 2010 en Europe, le 21 décembre 2010 au Japon et le 27 décembre 2010 en Amérique du Nord.

## Voir plus
- UPIXO in Action: Mission in Snowdriftland